# هيديكي ناغاي
هيديكي ناغاي (باليابانية: 永井 秀樹) (26 يناير 1971 في أويتا في اليابان – )؛ هو لاعب كرة قدم ياباني سابق كان يلعب كلاعب وسط.

## وصلات خارجية
- هيديكي ناغاي على موقع رابطة كرة القدم اليابانية للمحترفين (اليابانية)
- هيديكي ناغاي على موقع قاعدة بيانات كرة القدم.إي يو (الإنجليزية)
- هيديكي ناغاي على موقع Soccerway.com (الإنجليزية)
- هيديكي ناغاي على موقع عالم كرة القدم.نت (الإنجليزية)